# M712 Copperhead
M712 Copperhead — високоточний коригований артилерійський снаряд калібру 155 мм з лазерним наведенням на кінцевій ділянці траєкторії польоту. Призначений для знищення укріплень та бронетехніки. За сприятливих умов відхилення від цілі може не перевищувати кількох сантиметрів.
Перший високоточний артилерійський боєприпас.
Попри те, що снаряд дещо довший за звичайні артилерійські снаряди такого калібру, може бути використаний з різних артилерійських установок, зокрема M114, M109, M198, M777 та CAESAR.
Згідно з відкритими даними, на 1995 рік Штати мали у своєму розпорядженні близько 20 тисяч снарядів Copperhead.
Мінімальна дальність до цілі не менше 3 км, максимальна — не більше 16 км.

## Історія розробки
Концепція Copperhead була вперше розроблена у 1970 році інженерами з лабораторій Родмана Армії США, а дослідження з оцінки здійсненності проєкту проводилися у 1971 році. У 1972 році контракти на розробку були надані компаніям Martin Marietta та Texas Instruments. Після випробувань для подальшої розробки протягом 1970-х років було обрано Martin Marietta.

## Опис

Схема M712 Copperhead в розрізі

Copperhead є опереним снарядом із хвостовою стабілізацією  та напівактивною лазерною головкою самонаведення, що працює на відбитий сигнал.
Маючи масу 62,4 кілограма і довжину 140 сантиметрів, Copperhead є довшим і важчим за традиційні 155-мм снаряди.
Бойова частина складається з кумулятивного заряду, який містить 6,69 кілограма вибухової речовини Composition B.
Для функціонування Copperhead ціль повинна бути підсвічена лазерним цілевказівником. Після виявлення лазерного сигналу бортова система наведення активує кермові поверхні, щоб спрямувати снаряд до цілі. Логіка наведення Copperhead розроблена так, щоб:
- 1) Оптична система завжди могла виявити ціль.
- 2) Після виявлення цілі залишалося достатньо часу та швидкості для коригування траєкторії та влучання.

Copperhead повинен знаходитися нижче хмарного покриву на критичних ділянках траєкторії, а також має бути достатня видимість, щоб після захоплення цілі снаряд мав достатньо часу для маневрування.

## Режим роботи
Copperhead має два режими роботи: балістичний і плануючий.
Балістичний режим використовується, коли висота хмарного покриву є високою, а видимість – доброю. Коли снаряд знаходиться на відстані 3000 м від цілі, висуваються кермові поверхні, відбувається захоплення цілі, після чого бортова система наведення коригує кермові поверхні для маневрування до цілі.
Плануючий режим застосовується, коли висота хмарного покриву та/або видимість є занадто низькими для використання балістичного режиму. Траєкторія польоту в цьому режимі складається з двох фаз: балістичної та плануючої. У певний момент траєкторії висуваються кермові поверхні, і відбувається перехід від балістичної до плануючої фази. Логіка наведення у плануючому режимі спроєктована таким чином, щоб забезпечити найбільший можливий кут падіння, допустимий за умов хмарності та видимості. Захоплення цілі відбувається, коли снаряд достатньо наближається для виявлення лазерного підсвічування або коли він виходить з-під хмарного покриву – залежно від того, яка подія відбудеться пізніше.
Коли розв’язано задачу наведення, перевіряється час до ураження цілі та кінцева швидкість, щоб упевнитися, що є достатньо часу для маневрування і що снаряд аеродинамічно стабільний – тобто, не зірветься у штопор під час маневру.
Спочатку передбачалося, що лазерне підсвічування цілі здійснюватиметься безпілотним літальним апаратом MQM-105 Aquila.
Окрім БПЛА, лазерна станція підсвічування цілей може розміщуватися на вертольотах AH-64 і OH-58D, а також на машині передових артилерійських спостерігачів M981. Крім того, функції станції підсвічування може виконувати портативний лазерний далекомір-цілевказівник AN/GVS-5.
17 грудня 1984 року відбулися випробування з інтеграції системи озброєння з БПЛА MQM-105, під час яких безпілотник успішно підсвітив ціль бортовим лазером.
Нижче на представлених фото зліва направо зображено: постріл із гаубиці M198, підліт снаряда до танка-мішені M47 і подальшу детонацію при зіткненні з ціллю (з різних ракурсів).

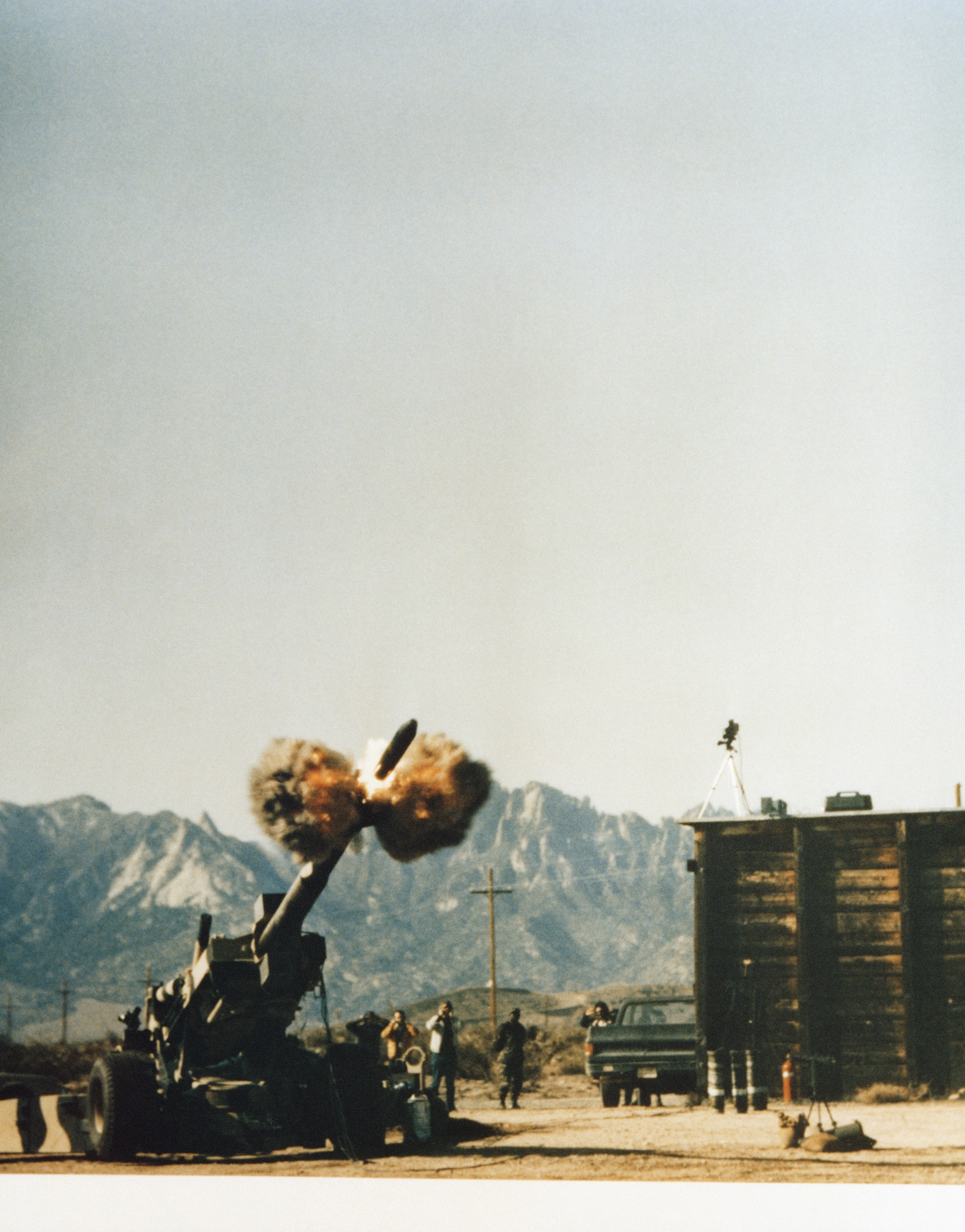
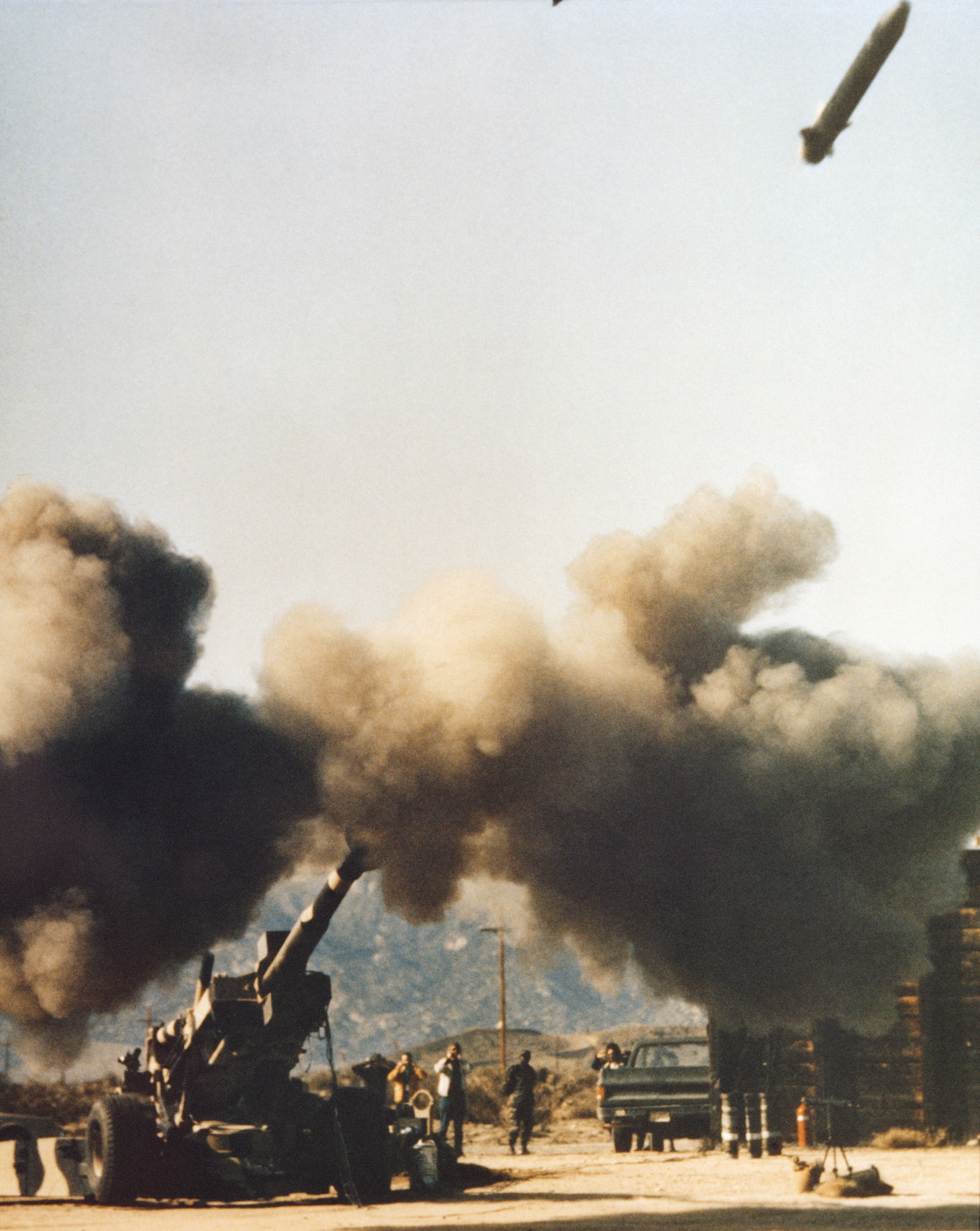
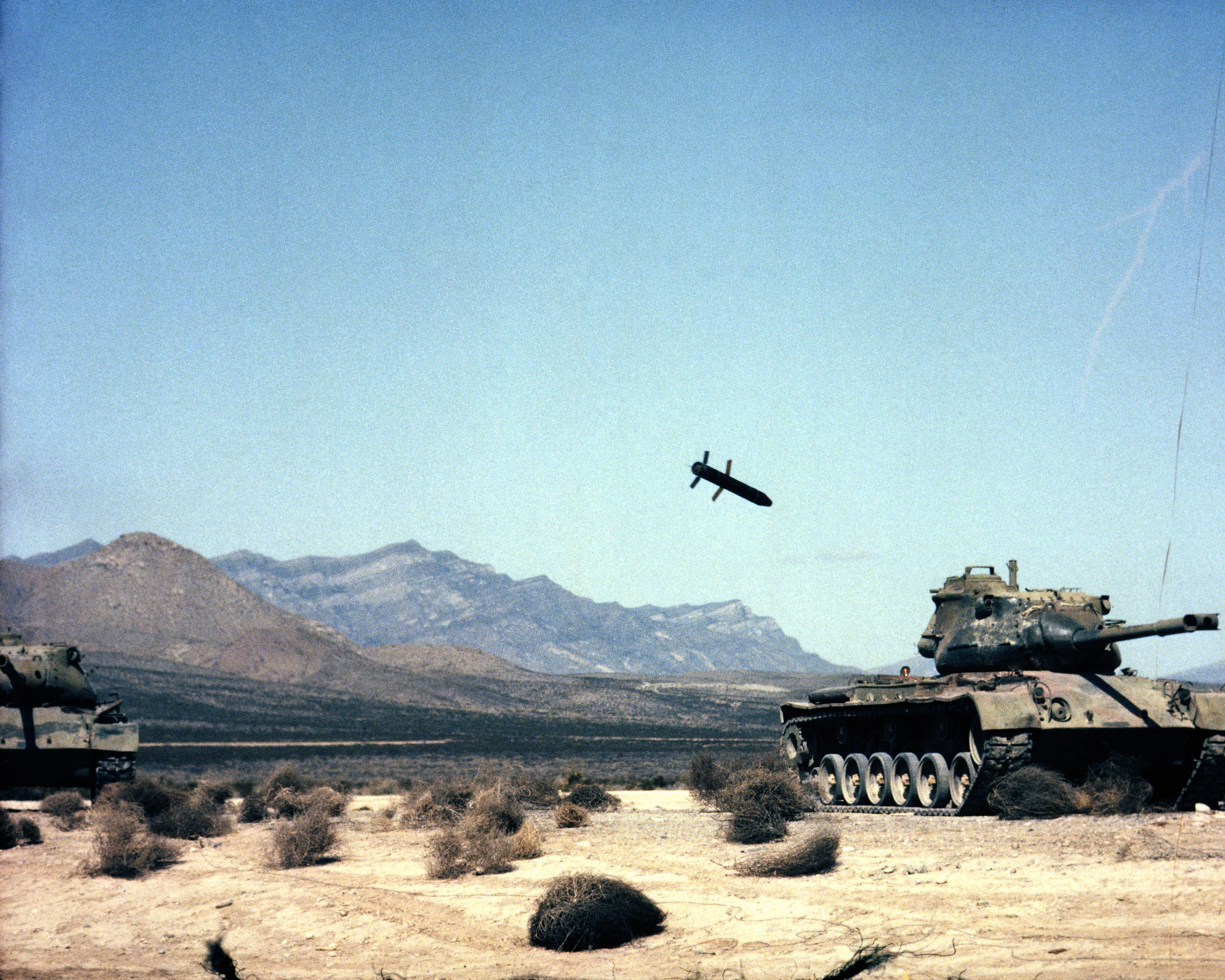
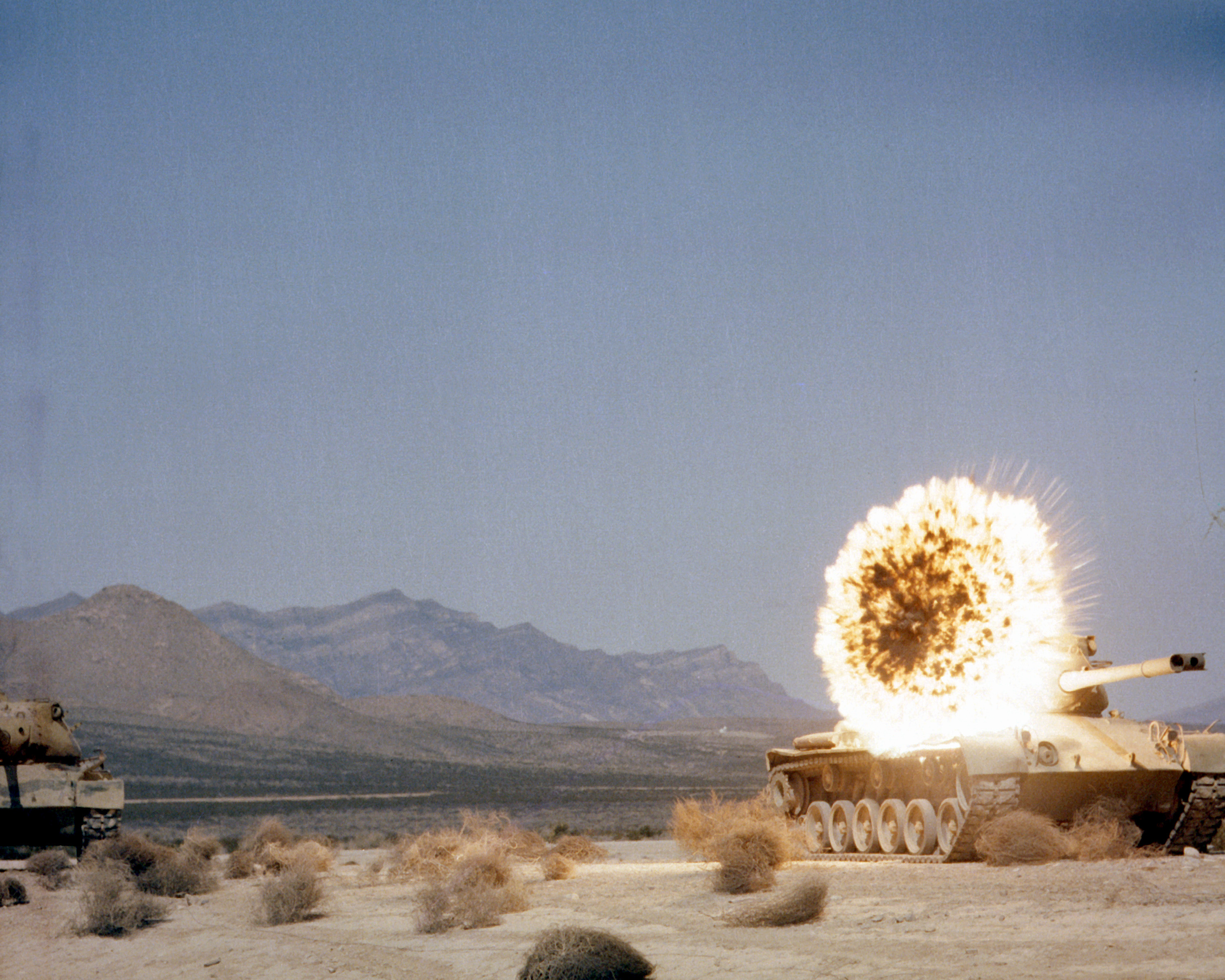
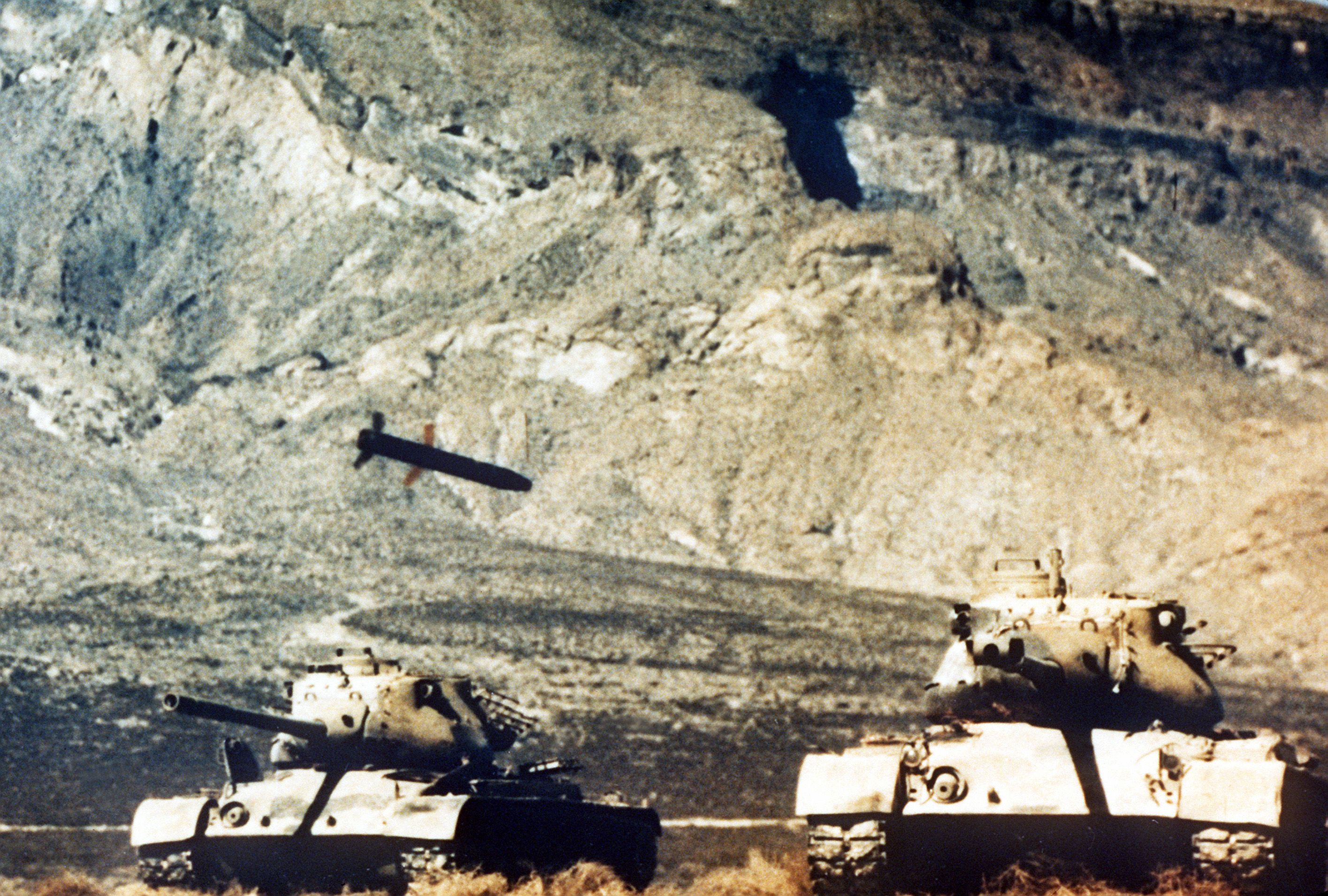
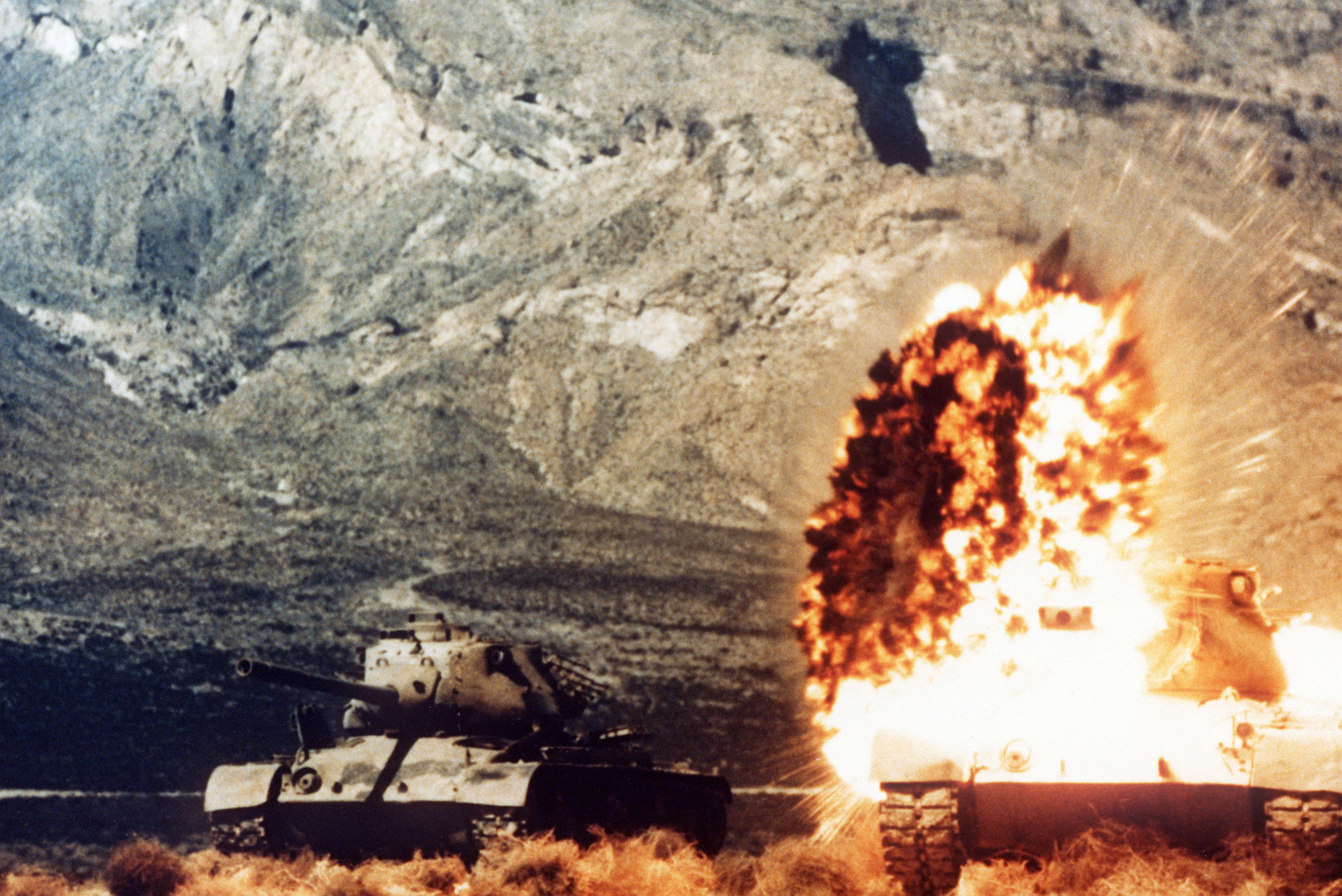

## Бойове застосування

### Війна в Перській затоці
Снаряди Copperhead використовувалися під час операції «Буря в пустелі», було випущено 90 снарядів по укріплених іракських фортифікаціях і радарних станціях. Один із цих ударів змусив іракський підрозділ здатися.

### Російське вторгнення в Україну
В листопаді 2024 року з'явилась інформація про застосування ЗСУ M712 Copperhead під час Бойових дій в Курській області.
Наприкінці січня 2025 року в ЗМІ з'явилося відео застосування снаряду Copperhead по бетонних укриттях окупантів на Херсонщині.
15 лютого 2025 року 47-ма окрема механізована бригада «Ма́ґура» уразила ворожий спостережний пункт. Ураження здійснювалося за допомогою САУ M109A6 Paladin та високоточного снаряду M712 Copperhead.

## Оператори

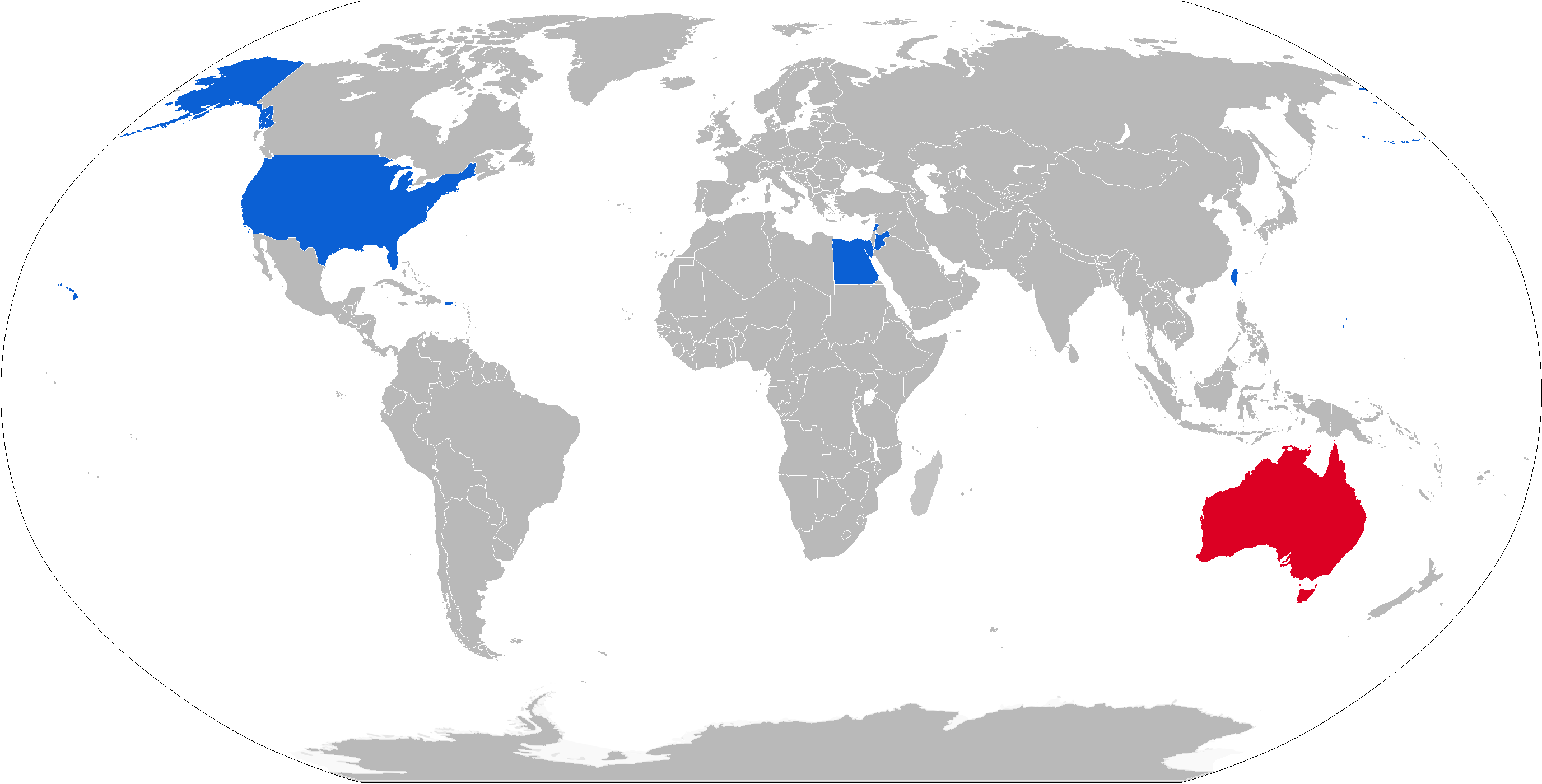
Оператори:
Поточні
Колишні

### Поточні
- США
- Єгипет
- Йорданія
- Ліван
- Тайвань
- Україна

### Колишні
- Австралія – замінені на SMArt 155[10].